# 拉塔瓦河
拉塔瓦河是立陶宛的河流，位於該國東北部，屬於什文托伊河的右支流，由烏田納縣負責管轄，河道全長9.7公里，流域面積19.4平方公里。